# La Passione di Sordevolo

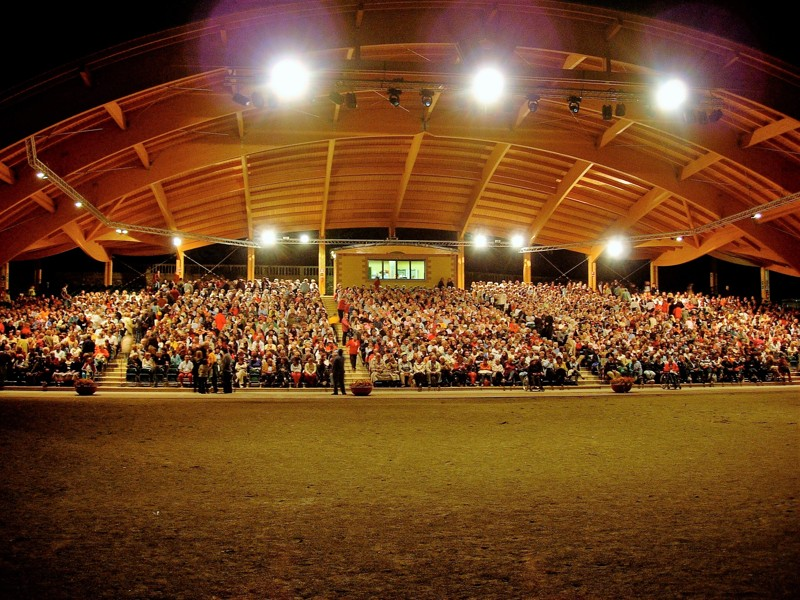
L’Anfiteatro di Sordevolo gremito per la Rappresentazione

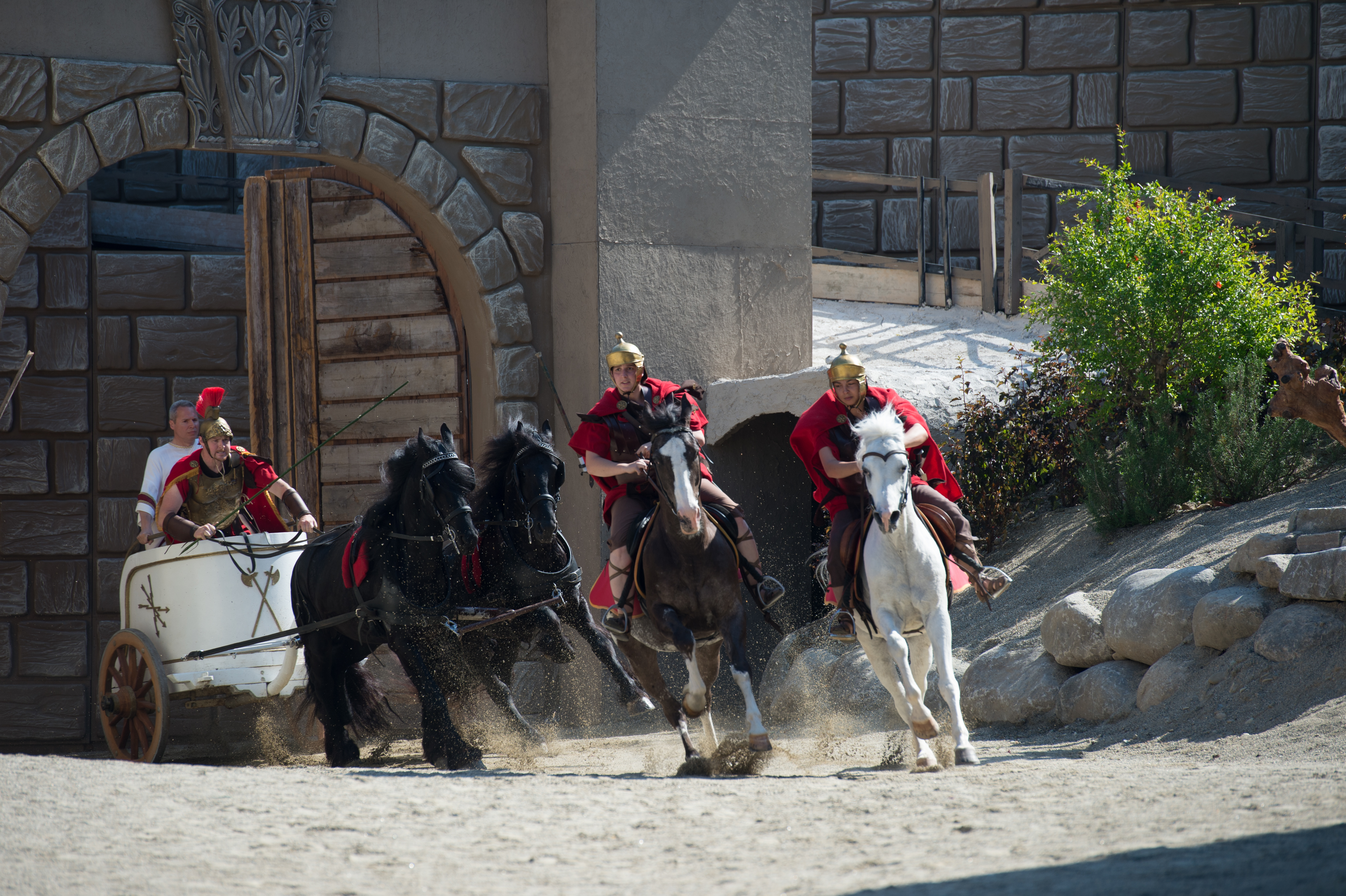
Ingresso di Ponzio Pilato in carro falcato

La Passione di Sordevolo è una rappresentazione di teatro popolare che da oltre duecento anni viene allestita, con cadenza quinquennale, dalla popolazione del comune piemontese di Sordevolo (BI).
Narra quello che può essere considerato come il momento centrale della cristianità – cioè la Passione di Gesù Cristo – ed è sicuramente uno fra i più grandi ed articolati spettacoli corali allestiti in Italia. Ad interpretarlo sono attori dilettanti di ogni età.
La rappresentazione ha fatto guadagnare alla località della Valle Elvo il soprannome di Città della Passione, richiamando spettatori da ogni dove. Viene organizzata ed allestita da un'associazione appositamente costituita, l'Associazione Teatro Popolare di Sordevolo, che ha ereditato dal 1991 l'impegno assunto nel 1816 da quello che fu l'antico Teatro Popolare Comitato Passione di Sordevolo.
La Passione di Sordevolo viene rappresentata ogni cinque anni da giugno a settembre nei venerdì e sabato sera, oltre che domenica pomeriggio, per un totale di circa 40 repliche ad edizione. L'ultima si è tenuta nell'estate 2022, la prossima sarà nell'estate 2027. In un ampio teatro all'aperto di circa quattromila metri quadrati, intitolato a Giovanni Paolo II, è riprodotto un angolo di Palestina.

## Allestimento teatrale

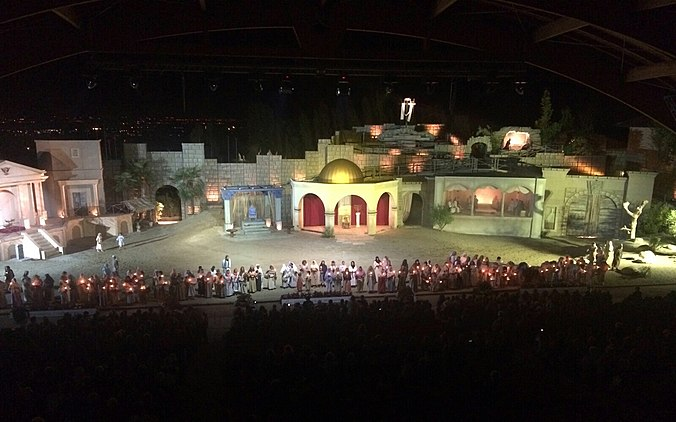
La scenografia allestita nell’Anfiteatro in occasione della Rappresentazione

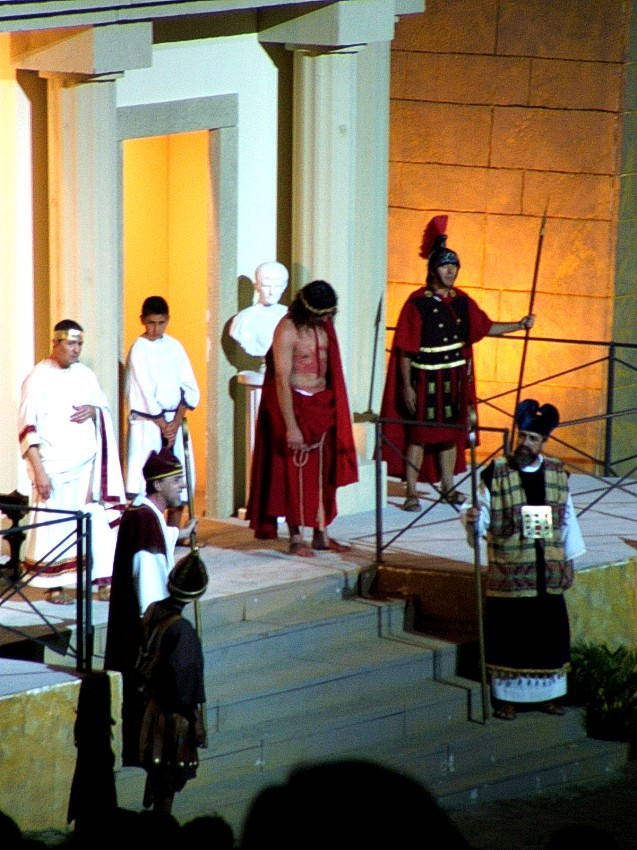
Il processo a Gesù davanti a Ponzio Pilato

Soluzioni architettonicamente efficaci consentono la ricostruzione – in punti staccati tra loro ma raccordati all'interno dello stesso format scenico – dei vari punti topici: la reggia del re Erode, il Sinedrio, il Pretorio di Ponzio Pilato, l'orto dei Getsemani, il Cenacolo, il monte Calvario, situato – nella visione scenografica dell'insieme – in maniera oltremodo suggestiva su un'altura artificiale che ha come fondale unicamente il cielo sopra Sordevolo e le valli del biellese.
In quasi tre ore di spettacolo viene raccontata – articolata in un prologo e ventinove scene – la parte finale della vita terrena di Gesù Cristo: l'ultima Cena, il tradimento di Giuda, il processo davanti agli scribi del Sinedrio capeggiati da Anna e Caifa, e poi sotto Erode e Ponzio Pilato, la flagellazione, la Via Crucis, la crocifissione, la deposizione, la sepoltura, fino alla resurrezione.
Alla messa in scena – che include l'uso di cavalli e persino di una biga romana che irrompe nell'anfiteatro subito dopo il prologo – partecipano una moltitudine di attori, mimi e figuranti (fra cui il maligno accompagnato da una turba di diavoletti vestiti - com'è comprensibile - di rosso, un orso e una salamandra quali elementi simbolici di contrapposizione tra il male ed il  bene), in tutto oltre 400 persone, ovvero quasi un terzo dell'intera popolazione di Sordevolo, che per cinque anni prepara minuziosamente uno spettacolo di grande suggestione, arricchito e valorizzato dalla cura dei movimenti scenici e dall'accuratezza dell'apparato scenografico e dei costumi.

## Origine del testo

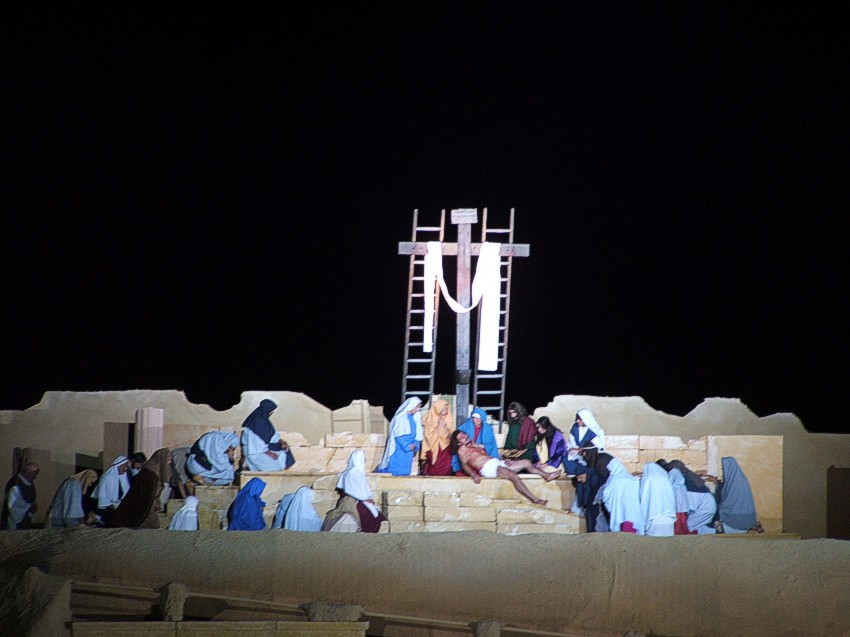
La deposizione dalla croce

Il testo in versi messo in scena con accompagnamento musicale è basato su quello di una rappresentazione analoga risalente alla fine del XV secolo e che viene attribuita allo scrittore fiorentino messer Giuliano Dati, cappellano della Chiesa dei Santi Quaranta Martiri in Trastevere, a Roma (e autore nel 1493 di quella che forse può essere considerata la prima opera letteraria sulla scoperta dell'America da parte di Cristoforo Colombo: il poemetto La scoperta di Colombo. La lettera dell'isole che ha trouato nuovamente el Re di Spagna).
Dal 1490 circa al 1539, cioè all'epoca della riforma luterana, l'azione scenica veniva rappresentata il Venerdì Santo al Colosseo dalla Compagnia dell’Arciconfraternita del Gonfalone con la partecipazione del popolo, di pellegrini e viaggiatori che si recavano appositamente nella città culla del Cristianesimo.
La rappresentazione venne sospesa su ordine di papa Paolo III, appunto in coincidenza con il grande scisma.
Per molti versi misteriose rimangono le strade che hanno portato il testo da Roma a Sordevolo, dove nei primi anni del XIX secolo, la Passione di Cristo ha trovato nuova vita. Secondo alcune fonti il testo potrebbe essere giunto nella cittadina piemontese grazie ai rapporti che la locale Confraternita di Santa Lucia teneva con la Confraternita del Gonfalone, a cui era affiliata; altre sostengono che semplici contatti commerciali tra clienti romani e la famiglia di mercanti Ambrosetti di Sordevolo (tessitori di "panni fini", secondo la nomenclatura ottocentesca) sarebbero stati il tramite di questo recupero testuale, che si pone - a giusta ragione - a metà strada fra drammatizzazione teatrale e momento di raccolta e intima spiritualità.

## Pubblico
Oltre al numeroso pubblico italiano (oltre 30’000 spettatori per edizione) molti spettatori sono arrivati da tutto il mondo (Europa, America, Giappone, Australia) per ammirare lo spettacolo nelle passate edizioni. Tra le personalità che hanno assistito alla Passione ci sono Gerry Scotti, Cristiano Militello, Alessandro Barbero, Sergio Chiamparino, Alberto Cirio, Gilberto Pichetto Fratin, Tarcisio Bertone (segretario dello Stato Vaticano), Mario Delpini, Luigi Bettazzi e Nicholas Anthony DiMarzio (Vescovo di Brooklyn).